# 印度支那共产党
印度支那共產黨（法語：Parti communiste indochinois），又稱东洋共产党（越南语：／?），是越南共产党的前身，1930年2月3日成立的共产主义政党。

## 歷史
1925年，胡志明在中国广东担任共产国际代表鲍罗廷的翻译，认同斯大林和共产国际关于殖民地革命的论断：共产主义者加入到资产阶级民族主义党派并服从其领导。1925年6月，胡志明组建了“越南革命青年同志会”。当时，西贡还有谢秋收领导的“安南青年党”。1920年代末，世界经济危机也对殖民地产生了深远影响，1928年，革命青年会有1000多名成员和积极分子，其中约四分之一是在国外接受的革命理念。1929年5月，越南革命青年同志会在香港召开了大会。北圻的陈文宫等三名代表反对大会的决定，呼吁建立一个“東洋工人阶级的”政党，回到越南后6月17日在东京北圻的各共产主义小组的20多名代表组建了东洋共产党。以致于越南革命青年同志会不得不借安南共产党的名义进行活动，以争取西贡的越南革命青年同志会激进的成员。越南北、中、南部分别成立了东洋共产党、东洋共产联团和安南共产党三个共产主义政党。
1930年2月3日，胡志明以共产国际代表的身份在香港主持召开三个党的统一会议（为了安全起见，选择在一个足球馆的比赛时间），通过了由胡志明起草的党的重要政纲和策略，宣布成立越南共产党。1930年10月，在香港举行越共中央委员会第一次全体会议，决定改名为印度支那共产党，这样它的活动范围可以扩展到老挝和柬埔寨，并以党的第一任总书记陈富起草的《资产阶级民主革命大纲》：
1. 消灭法国帝国主义、本国封建主义和反动资本主义；
2. 争取東洋人民的完全独立；
3. 建立工农兵政权；
4. 将种植园及其他农业产权充公；
5. 没收银行及帝国主义企业；
6. 实行八小时工作制；
7. 废除奴役制劳动、地租等压迫穷苦百姓的各种负担；
8. 实行完全民主权利；
9. 实行全民教育；
10. 实现男女完全平等。

由于大越南国民党发动安沛兵变被法国殖民当局彻底镇压。领导越南人反抗法国殖民统治的政党就只剩下印度支那共产党了。
1931年2月，党中央委员在西贡全部被捕，各级组织遭到严重破坏，但仍有2400名党员，6000名地下工会会员和6万名农会会员。“当党的影响力在1931年5月1日达到高潮时，它猛然遭到了致命的窒息。”1931年4月，成为共产国际的预备支部。1932年，根据共产国际指示，中共帮助了印支共的重建。1934年初，黎鸿峰等在澳门建立了党的执行机关——海外工作委员会，通过中共接受共产国际指令。1935年5月，在澳门召开党的“一大”，选出党的中央委员会，接受了共产国际七大的“人民阵线”理论。1935年7月，成为共产国际的正式支部。1938年3月，人民反帝阵线更名为東洋民主阵线，共产党员潘清还进入了東洋财政委员会。
1940年9月，大日本帝国侵略军侵入印度支那，该党把主力转入农村。1941年5月，主持成立越南独立同盟会。1944年12月，创建越南解放军，开展游击战争，扩大根据地。
1945年8月，该党领导全国总起义，建立越南民主共和国。反法抗战爆发后，为应对局势变化，1945年11月11日，印度支那共产党宣布解散，只保留一个名为“印度支那马克思主义研究会”的公开机构；但实际上，印度支那共产党并未解散，而是转入地下继续运作。1951年2月，党的“二大”决定越南、老挝、柬埔寨分别建立无产阶级政党。印度支那共产党更名为越南劳动党，并派人协助老挝、柬埔寨的地方党组织独立建党。后来，在柬埔寨的党组织成立高棉人民革命党，在老挝的党组织成立老挝人民党。